# 永覺站
永覺站（日语：／ Ekaku eki */?）是位於愛知縣豐田市永覺町高根，愛知環狀鐵道的愛知環狀鐵道線車站。

## 歷史
- 1976年（昭和51年）4月26日 - 日本國有鐵道岡多線車站啟用。當時已經為旅客車站。
- 1987年（昭和62年）4月1日：伴隨國鐵分割民營化，車站由東海旅客鐵道（JR東海）營運。
- 1988年（昭和63年）1月31日 - 岡多線由愛知環狀鐵道繼承[1]。
- 2019年（平成31年）3月2日 - 此站開始可以使用IC卡「TOICA」[2]。

## 車站構造
車站是一座地面車站，設有1面1線單式月台。此站與八草站均為愛環線內少數地面車站。此站與六名站、篠原站均為一座沒有櫃臺的完全無人車站。
站前設有免費停車場，可容納20架車輛。

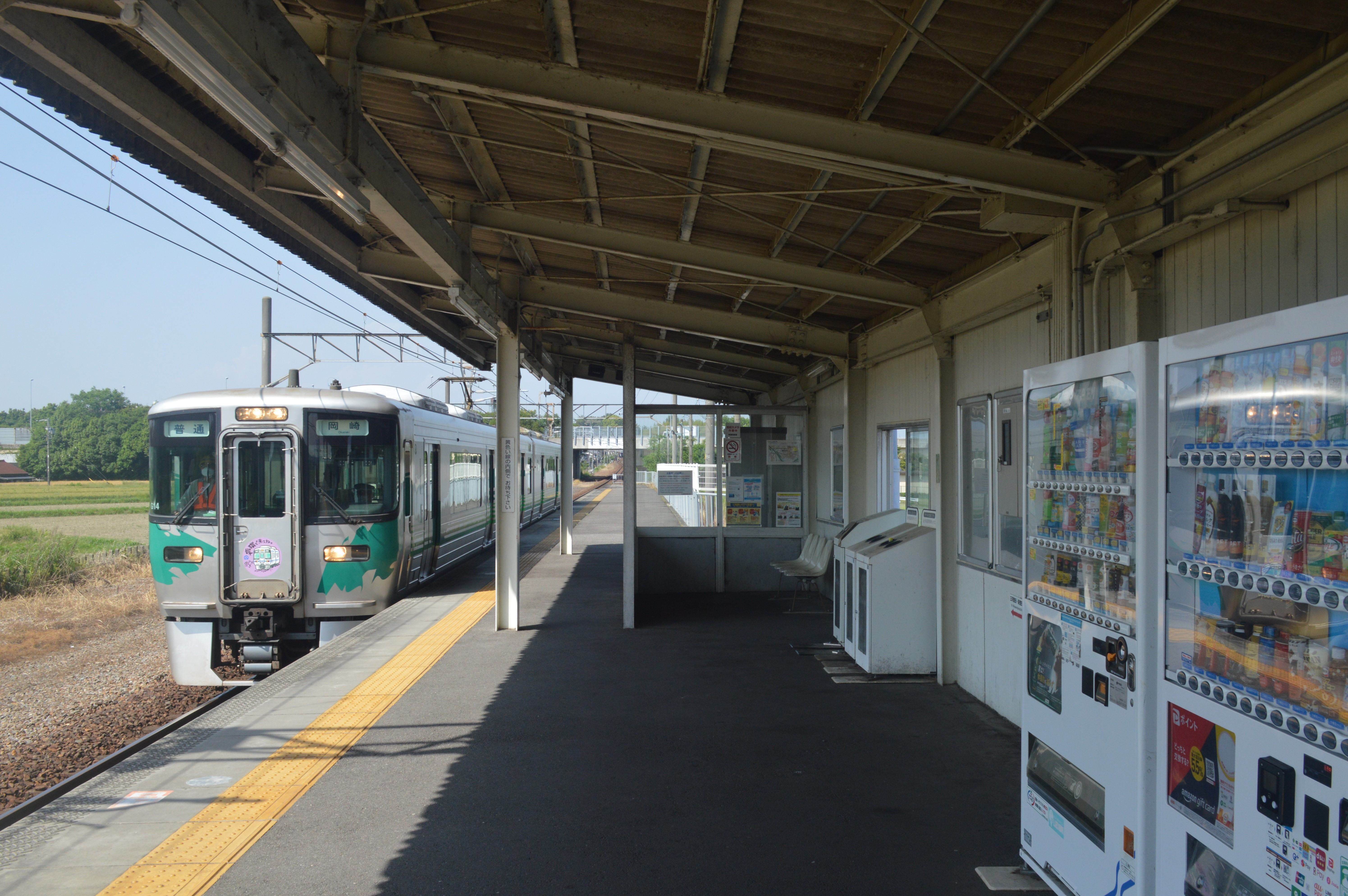
月台(2023年5月)
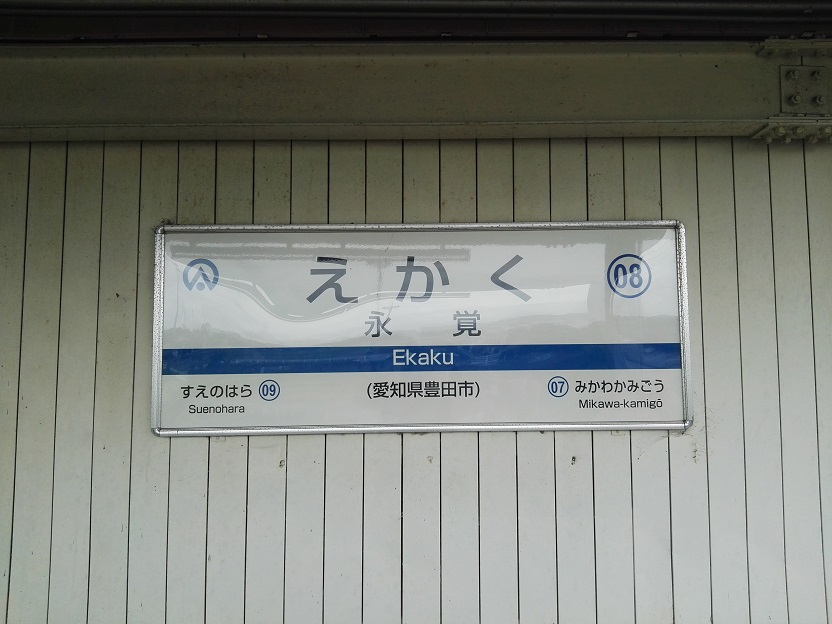
站名牌(2019年7月)
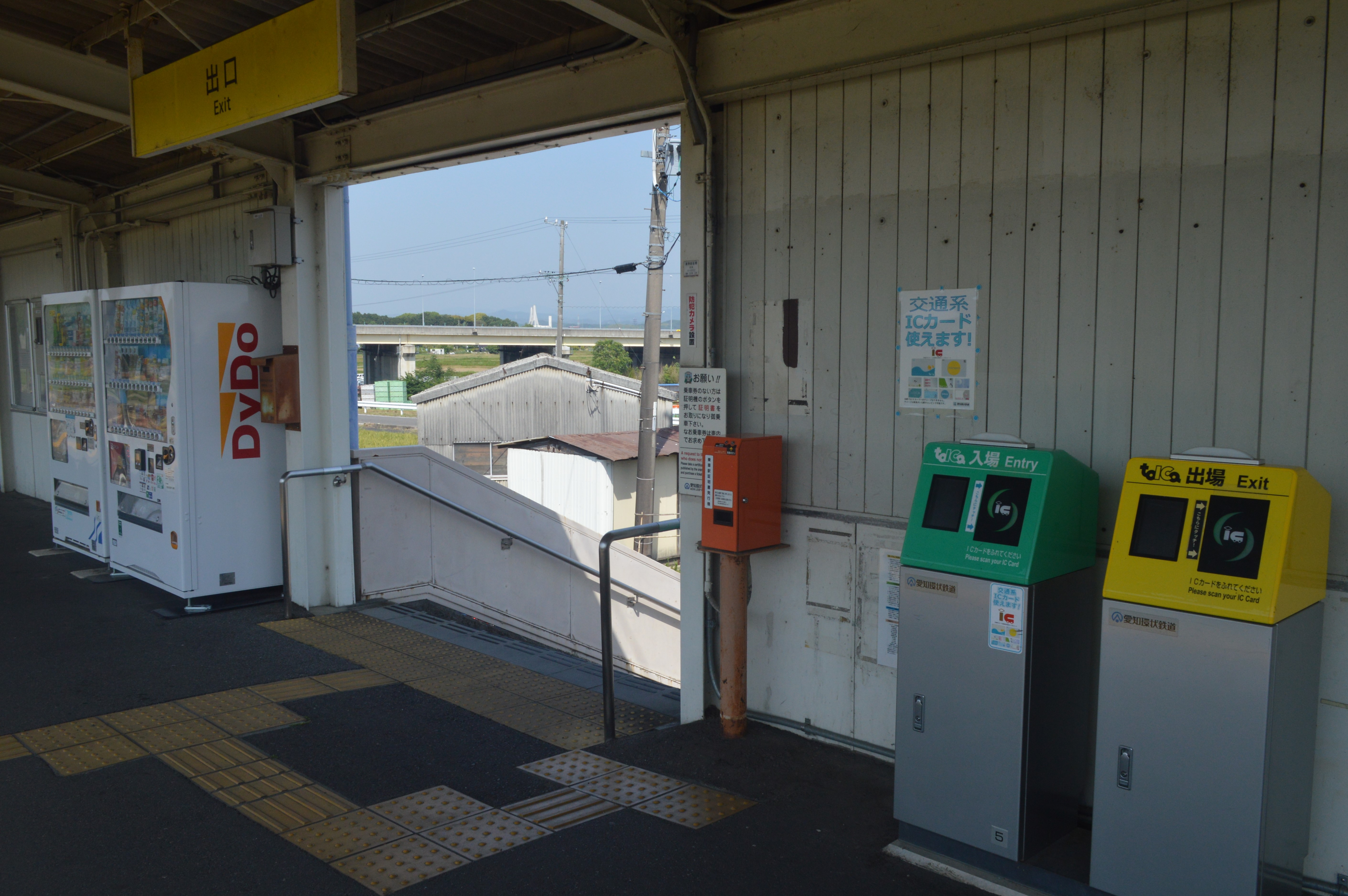
簡易TOICA閘機和乘車站證明書發行機(2023年5月)

## 使用狀況
根據「豐田市統計書」和「移動等圓滑化取組報告書」，以下為1日平均使用人次列表。
- 2004年度：364人
- 2005年度：448人（愛知萬博舉行當年）
- 2006年度：357人
- 2007年度：372人
- 2008年度：443人
- 2009年度：432人
- 2010年度：426人
- 2011年度：416人
- 2012年度：439人
- 2013年度：483人
- 2014年度：479人
- 2015年度：483人
- 2016年度：523人
- 2017年度：571人
- 2018年度：579人
- 2019年度：628人
- 2020年度：410人

## 車站周邊

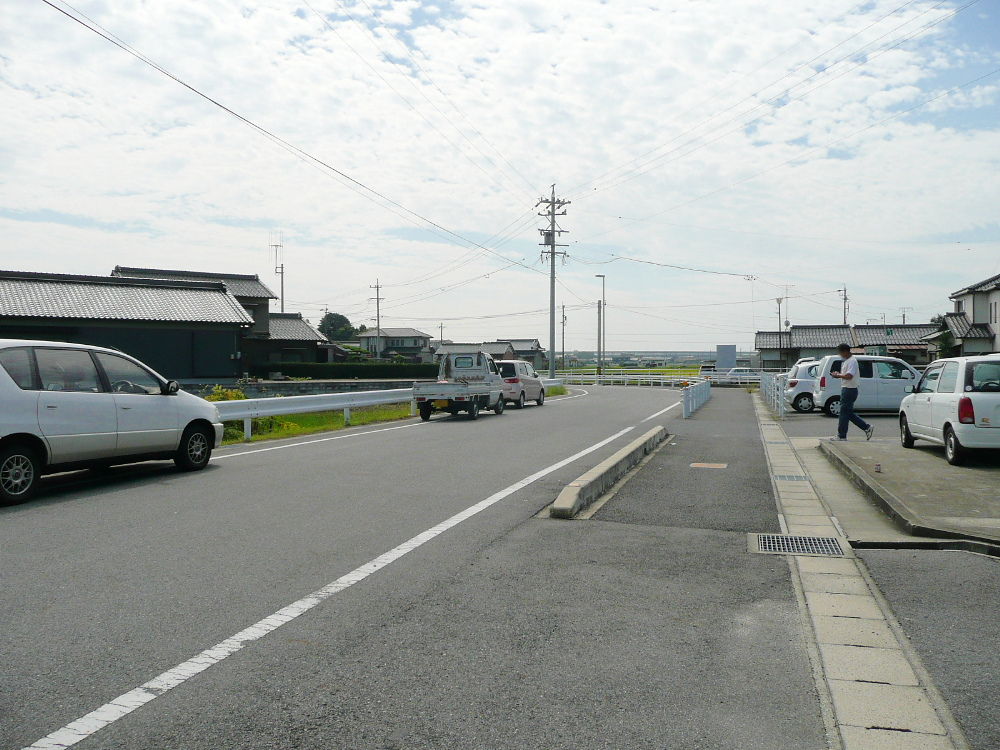
站前風景

- 豐田上鄉服務區（日语：豊田上郷サービスエリア）（東名高速道路）
- 東名上鄉巴士站（日语：豊田上郷サービスエリア）
- 豐田汽車上鄉工場
- 愛知縣道76號豐田安城線（日语：愛知県道76号豊田安城線）（上鄉街道）
- 愛知縣道232號鴛鴨三好線（日语：愛知県道232号鴛鴨三好線）
- 愛知縣道288號豐田安城單車道線（日语：愛知県道288号豊田安城自転車道線）
- 豐田地區文化廣場
- 鴛鴨城址

## 巴士路線
東名上鄉(步行10分鐘)
- 高速巴士的巴士站，位於東名高速道路上。

永覺站東(步行4～5分鐘)
- 上鄉社區巴士(通稱：NicoNico巴士)末野原線。末野原線只於星期二、四服務。

## 相鄰車站
愛知環狀鐵道
愛知環狀鐵道線
三河上鄉（07）－永覺（08）－末野原（09）

## 注腳
1. ↑  企業情報 沿革 （页面存档备份，存于）（日語）　愛知環狀鐵道
2. ↑   (PDF) (新闻稿). 愛知環状鉄道. 2018-12-12  [2020-11-08]. （原始内容 (PDF)存档于2019-06-02） （日语）.
3. ↑  オープンデータ　データ提供　豊田市統計書 （页面存档备份，存于）（日語） - 豐田市
4. ↑  移動等円滑化取組計画書・報告書 （页面存档备份，存于）（日語） - 愛知環狀鐵道

## 外部連結
- 永覺站資訊 （页面存档备份，存于）（日語） - 愛知環狀鐵道